# Almásy Sándor
Almásy Sándor (Jászberény, 1874. november 10. – Pomáz, 1958. október 24.) földbirtokos, jogász, politikus, Bihar és Jász-Nagykun-Szolnok vármegye főispánja.

## Élete
Az Almásy családdal csak távolról rokon családban született Almásy Antal (1823–1876) földbirtokos és Wágner Alojzia (1838–1911) nyolc gyermekének egyikeként. Bár apja korai halála nagy terheket rótt édesanyjára, Almásy jó taníttatást kapott, a Pázmány Péter Tudományegyetemen végzett jogot. Pályáját Pest-Pilis-Solt-Kiskun vármegye közigazgatási gyakornokaként kezdte meg, majd 1898-tól szolgabíróként dolgozott, később ugyanebben a tisztségben Kiskőrösre helyezték át. 1904-től főszolgabíró, majd 1906-ban ismét tisztségét megtartva helyezték át, ekkor Pomázra osztották be. A Fejérváry-kormány idején Rudnay Béla volt a vármegye királyi biztosa, amikor 1906-ban a vármegye minden tisztségviselője lemondott, és ez alól Almásy sem volt kivétel. 1914-től ismét főszolgabíró, ekkor éppen Dunavecsén, majd 1915-ben a Ferenc József-rend lovagkeresztjével tüntették ki. 1916-ban visszakerült Pomázra főszolgabírának, és egy évig Baranya, Győr, Komárom, Moson, Nyitra, Somogy, Sopron és Vas vármegye kormánybiztosává is megtették. E tisztét viselve tüntették ki a II. osztályú polgári hadiérdemkereszttel, majd 1917. október 14-én a II. osztályú magyar érdemkeresztet a csillaggal is megkapta. Károlyi Gyula kormánya idején vármegyéjének főjegyzőhelyettese volt. Mivel a Tisza-párttal szimpatizált, Batthyány Tivadar belügyminiszter szabadságolta. A kommunista hatalomátvétel után elüldözték otthonából, amit aztán szét is lőttek. Aztán március végén Budapesten elfogták, majd katonai fogházban raboskodott, de még ugyanezen év augusztusában, a kommün bukása után ismét elfoglalhatta Pomáz főszolgabírói székét. Népszerűségét jól mutatja a járásban, hogy távozása után 21 település választotta díszpolgárává, valamint alapítványokat hoztak létre az ő nevével fémjelezve árvaházak számára. Később Nógrád vármegye, majd Nyugat-Magyarország kormánybiztosa is volt, és hivatala idején ment végbe a soproni népszavazás. 1922-től Jász-Nagykun-Szolnok vármegye főispánja lett, majd a következő évtől már Biharban is hasonló pozíciót töltött be 1927-ig. 1932-ig marad Szolnok vármegye élén, amikor Horthy Miklós felmentette hivatalából.
Közéleti tevékenységei mellett A szolnoki Vármegyei Úrikaszinó, a Szolnok-Zagyvarékeas-Újszászi Ármentesítő Társulat, a Mezőtúr-Mesterszállási Ármentesítő és Belvízszabályozó Társulat és a Nemzeti Hitelintézet szolnoki fiókjának elnöke is volt, valamint ő alapította a Budapestvidéki Villamos Társaságot. 1932 végén újabb kitüntetést kapott, mégpedig a Magyar Koronás Nagy Aranyérmet, majd  Pomázra költözött. Az 1947-es újabb kommunista hatalomátvétel után megfosztották összes ingó- és ingatlan vagyonától. 1958-ban helyezték végső nyugalomra szeretett Pomázának temetőjében.
| Elődje: Lippich István | Jász-Nagykun-Szolnok vármegye főispánja 1922. március 4. – 1932. november 30. | Utódja: Borbély György |

| Elődje: Miskolczy Lajos | Bihar vármegye főispánja 1923. március 4. – 1927. július | Utódja: br. Feilitzsch Bertold |